# Cratere Sartika
Sartika  è un cratere sulla superficie di Venere. Deve il proprio nome all'educatrice indonesiana Dewi Sartika (1884–1947).